# Emanuel Dening
Fernando Emanuel Dening (* 14. Dezember 1988 in Corrientes) ist ein argentinischer Fußballspieler.

## Karriere
Dening spielte für die Jugendmannschaften der Newell’s Old Boys und startete 2009 dort auch seine Profikarriere. Er kam in den Spielzeiten 2009/10 und 2010/11 zu insgesamt 14 Ligaeinsätzen und wurde für die Saison 2011/12 an Guillermo Brown verliehen. Anschließend verließ Dening die Old Boys und spielte nacheinander für jeweils eine Spielzeit bei den Vereinen Central Córdoba de Rosario und SD Huracán Goya. Im Jahr 2014 wechselte er zu CA Boca Unidos und spielte hier bis ins Jahr 2015. Danach folgte eine zweijährige Beschäftigung bei CA San Martín de San Juan.
In der Sommertransferperiode 2017 wurde Dening in die türkische Süper Lig an den Aufsteiger Yeni Malatyaspor abgegeben.